# Herbert von Karajan
Herbert von Karajan, (5. dubna 1908, Salcburk – 16. července 1989, Anif, Rakousko) byl rakouský dirigent. Byl jedním z nejznámějších a nejvýznamnějších dirigentů 20. století a byl dominantní postavou v evropské klasické hudbě od roku 1960 až do své smrti. Pracoval s mnoha prestižními symfonickými orchestry – 35 let byl dirigentem Berlínských filharmoniků, působil při významných operních domech a publikoval řadu nahrávek klasické hudby. Aranžoval také hymnu Evropské unie.

## Původ
Karajanové byli rodem řeckého nebo arumunského původu. Jeho prapradědeček Georg Karajan (Georgios Karajánnis, řecky Γεώργιος Καραγιάννης) se narodil v Kozani, provincii Západní Makedonie, v Řecku (osmanská provincie Rumélie) v roce 1767 přesídlil Vídně a následně do Saské Kamenice (Chemnitzu) v Saském kurfiřtství. On a jeho bratr se podíleli na založení saského textilního průmyslu, a oba byli za své služby Fridrichem Augustem I. dne 1. června 1792 povýšeni do šlechtického stavu. Tak se dostala předpona von do příjmení. Z příjmení Karajánnis se stal Karajan.
Ačkoli tradiční životopisy připisují srbský nebo jednoduše slovanský původ jeho matky, tak Karajanovi předkové z matčiny strany, přes jeho dědečka, který se narodil ve vesnici Mojstrana v Kraňsku (dnešním Slovinsku), byli Slovinci. Přes tuto linii byl Karajan příbuzný s rakouským skladatelem slovinského původu Hugo Wolfem. Je pravděpodobné, že Karajan trochu hovořil slovinsky.

## Raná léta

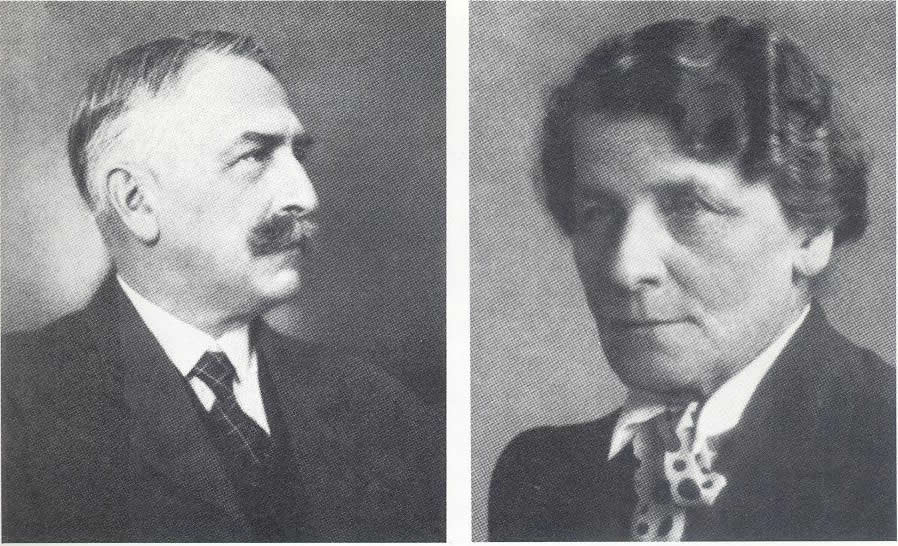
Rodiče Herberta von Karajana, Ernst a Marta (rozená Kosmačová)

Narodil se v Salcburku v tehdejším Rakousku-Uhersku jako Heribert Ritter von Karajan. Otec byl chirurg a podporoval své dva syny v lásce k hudbě. Herbert byl zázračným dítětem ve hře na klavír, už ve čtyřech letech vystoupil na veřejnosti s Mozartovou skladbou. Od roku 1916 do 1926 studoval na Mozarteu v Salcburku, kde ho učitel přesvědčil, aby se soustředil na dirigentství. Na otcovo přání začal studovat techniku ve Vídni, ale brzy přešel na Akademii hudby a dramatického umění. Jeho učitelem byl slavný dirigent Franz Schalk.

## Kariéra
V roce 1929 dirigoval operu Salome ve Festspielhausu v Salcburku a v letech 1929–1934 pracoval jako první kapelník v Městském divadle v Ulmu. V roce 1933 Karajan debutoval jako dirigent na festivalu v Salcburku s Walpurgisnacht Scene v produkci Fausta Maxe Reinhardta. V témže roce také Karajan vstoupil do nacistické strany. Pro tento čin byl později kritizován.
V roce 1934 v Salcburku Karajan poprvé dirigoval Vídeňskou filharmonii. V letech 1934–1941 byl angažován jako dirigent operních a symfonických koncertů v divadle v Cáchách.
Pro Karajanovu uměleckou kariéru byl významným mezníkem jeho jmenování nejmladším generálním hudebním ředitelem (Generalmusikdirektor) v Německu v roce 1935. Jako hostující dirigent pak vystupoval v Bukurešti, Bruselu, Stockholmu, Amsterdamu či Paříži. V roce 1937 Karajan debutoval s Berlínskou filharmonií a Berlínskou státní operou, kdy dirigoval Beethovenova Fidelia. Později zažil velký úspěch v německé Státní opeře s Wagnerovou operou Tristan a Isolda. V roce 1938 byl v Berlíně jeho výkon kritiky oceněn jako das Wunder Karajan (zázrak Karajan). Kritika prohlašovala, že Karajanův „úspěch s Wagnerovým náročným dílem Tristan a Isolda jej staví vedle Furtwänglera a Victora de Sabata mezi největší operní dirigenty tehdejšího Německa". Ve stejném roce Karajan podepsal smlouvu s Deutsche Grammophon, kde pak nahrál první z mnoha nahrávek, předehru ke Kouzelné flétně v čele Staatskapelle Berlin.
Dne 26. července 1938 se oženil s operetní zpěvačkou Elmy Holgerloef, s níž se později, v roce 1942, rozvedl.
Dne 22. října 1942 se Karajan oženil s Annou Maria „Anitou" Sauestovou, rozenou Gütermannovou, dcerou známého výrobce přízí pro šicí stroje. Měla židovského dědečka, proto byla považována za Vierteljüdin (čtvrtinová Židovka). V roce 1944, Karajan podle své vlastní zprávy[zdroj?] ztrácí přízeň nacistického vedení, nicméně dirigoval koncerty ve válečném Berlíně ještě 18. února 1945. Krátce nato v závěrečných fázích války uprchl s Anitou do Milána. Přestěhovat jim pomohl Victor de Sabata. Karajan a Anita se rozvedli v roce 1958.

### Členství v nacistické straně
Karajan vstoupil do nacistické strany v Salcburku 8. dubna 1933, jeho členské číslo bylo 1 607 525. V červnu 1933 byla rakouskou vládou nacistická strana zakázána. Nicméně Karajanovo členství bylo platné až do roku 1939. V tomto roce, už po připojení Rakouska k Německé říši z roku 1938, byli někdejší rakouští členové ověřeni úřady (německé) nacistické strany. Členství Karajana bylo prohlášeno za neplatné, ale jeho vstup do strany byl zpětně určen ke dni 1. května 1933 v Ulmu s členským číslem 3 430 914.
Britský muzikolog a kritik Richard Osborne k tomu uvádí:
Jaká jsou fakta? Za prvé, i když Karajan byl nominován na členství v dosud nezakázané straně v Salcburku v dubnu 1933, nevyzvedl si svou kartu ani ji nepodepsal ani neplatil členské příspěvky, i když samotná registrace (č. 1607525) se dostala do záznamů a objevuje se poté v mnoha memorandech a dotazech. Za druhé, nemohl vstoupit do strany 1. 5. 1933 přes jasný důkaz o opaku. V první řadě členské číslo 3 430 914 je příliš vysoké na to, aby patřilo k tomuto datu. Nejvyšší číslo vydané před pozastavením členství, které trvalo od května 1933 do března 1937, bylo 3 262 698. Nicméně během pozastavení byly různým funkcionářům, diplomatům a dalším vydány karty nesoucí označení NG nebo Nachgereichte. Tyto karty byly podle konvence zpětně datovány k datu pozastavení, tj. 1. květnu 1933. Členství Karajana v Cáchách byla NG karta a její číslo je v souladu se sérií vydanou v roce 1935, rok kdy Karajan byl vždy označen jako ten, ve kterém byl požádán, aby vstoupil do strany.

Karajanova pracovní vytíženost se zvýšila mezi lety 1933 a 1945, což vedlo ke spekulacím, že vstoupil do nacistické strany výhradně kvůli postupu v hudební kariéře. Kritici jako Jim Svejda[zdroj?] poukazují na to, že další významní dirigenti jako Arturo Toscanini, Otto Klemperer, Erich Kleiber a Fritz Busch v té době z fašistické Evropy uprchli. Avšak Richard Osborne poznamenává, že bylo mnoho významných dirigentů, kteří v Německu v průběhu válečných let pokračovali v práci, jako Wilhelm Furtwängler, Ernest Ansermet, Carl Schuricht, Karl Böhm, Hans Knappertsbusch, Clemens Krauss či Karl Elmendorff. Karajan byl jedním z nejmladších, a tedy z toho ve své kariéře měl nejmenší výhodu. Karajanovi bylo umožněno dirigovat různé orchestry a mohl volně cestovat, a to dokonce i do Nizozemska, kde v roce 1943 dirigoval a nahrával s Concertgebouw Orchestra.
Karajan byl dne 18. března 1946 propuštěn rakouskou denacifikační zkušební komisí a krátce poté pokračoval ve své dirigentské kariéře. V poválečných letech byl Karajan pro své členství v NSDAP přijímán v demokratickém světě s nedůvěrou. Impulsem pro změnu názoru bylo přátelské gesto jeho kolegy, židovského dirigenta Bruno Waltera, který byl pronásledován nacisty. Podal veřejně Karajanovi ruku a pronesl slova o porozumění.

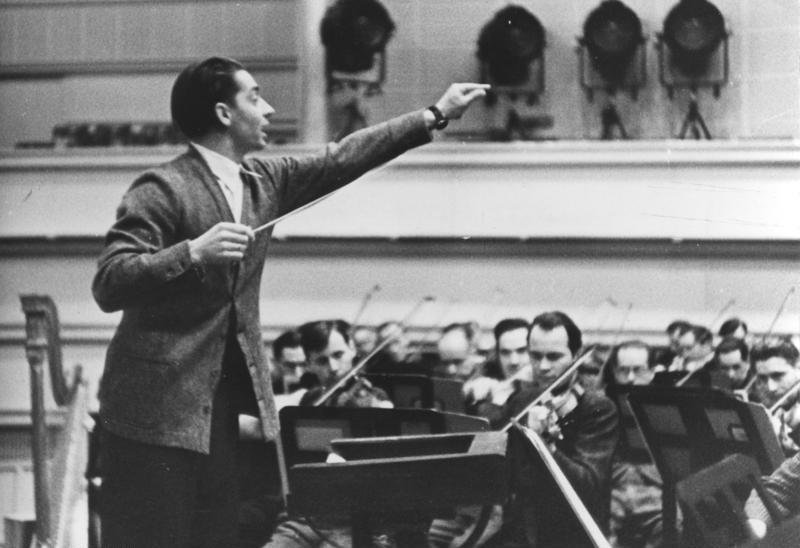
Herbert von Karajan diriguje v roce 1941

### Poválečné roky
V roce 1946 měl Karajan svůj první poválečný koncert ve Vídni s Vídeňskou filharmonií, avšak dostal zákaz dalšího dirigování sovětskými okupačními úřady kvůli své nacistické stranické příslušnosti. Toho léta se anonymně zúčastnil Salcburského festivalu.
Dne 28. října 1947 měl Karajan svůj první veřejný koncert po zrušení zákazu dirigování. S Vídeňskou filharmonií a Gesellschaft der Musikfreunde, ve Vídni pro gramofon nahrál Brahmsovo Německé requiem.
V roce 1949 se Karajan stal uměleckým ředitelem vídeňské Společnosti přátel hudby (Gesellschaft der Musikfreunde). Také dirigoval v milánské La Scale. Jeho nejvýznamnější aktivitou v této době bylo nahrávání s nově vzniklým souborem Philharmonia Orchestra v Londýně, pomohl mu stát se jedním z nejlepších světových orchestrů. V tomto roce také začala Karajanova celoživotní účast na Lucernském festivalu.
V roce 1951 a 1952 dirigoval ve Festivalovém divadle v Bayreuthu.
V roce 1955 byl jmenován doživotním hudebním ředitelem Berlínské filharmonie jako nástupce Wilhelma Furtwänglera. Vytvořil z ní těleso světového věhlasu. S Berlínskou filharmonií natočil za třicet let více než 300 gramofonových desek, vystupovali v televizních pořadech i filmu. Za Karajanovy éry vznikla i současná budova Berlínské filharmonie, v jejímž hlavním sálu byli posluchači poprvé rozmístěni kolem celého orchestru. Byl špičkový hudebník i manažer s intenzivním zájmem o nahrávání, film a televizi. Byl velmi ambiciózní a měl silně vyvinutý smysl pro sebepropagaci. Jeho komerční aktivity a autoritativní způsob řízení vyvolávaly konflikty se zaměstnanci a hudebníky. Tento problém ho provázel celý život. V roce 1964 po neshodách rezignoval na funkci šéfa Státní opery ve Vídni. V roce 1984 se proti němu postavil celý orchestr Berlínských filharmoniků.
V letech 1957 až 1964 byl uměleckým ředitelem Vídeňské státní opery. Karajan byl úzce spojen s Vídeňskou filharmonií a Salcburským festivalem, kde založil velikonoční festival, který měl zůstat svázán s hudebním ředitelem Berlínské filharmonie i po konci jeho funkčního období. Byl zaměřen především na operní tvorbu vysoké umělecké úrovně.
Dne 6. října 1958 se oženil se svou třetí ženou, francouzskou modelkou Eliette Mouretovou. Manželé se stali rodiči dvou dcer, Isabely (* 1960) a Arabely (* 1964). Manželka byla Karajanovou společnicí i v jeho obchodním podnikání prostřednictvím společnosti Telemondial. Karajan miloval rychlá luxusní auta Porsche, vlastnil soukromé letadlo Cessna a Falcon 10, plachetnici Halisara 6 a vily v Anifu u Salcburku, Svatém Mořici a Saint Tropez. Měl licenci soukromého pilota a často sám létal.

### Umělecká činnost
Existuje široká shoda, že Karajan měl zvláštní dar pro vytěžení krásných zvuků z orchestru. Stanoviska se liší o výši estetického zakončení, na které „Karajanův zvuk“ aplikujeme. Americký kritik Harvey Sachs kritizoval přístup Karajana takto:

Zdá se, že Karajan si pro všechny účely vybral všestranný, vysoce rafinovaný, lakovaný, vykalkulovaný smyslný zvuk, který mohl být se stylistickými úpravami, které sám považoval za vhodné, aplikován na Bacha a Pucciniho, Mozarta a Mahlera, Beethovena a Wagnera, Schumanna a Stravinského. .. mnoho z jeho vystoupení mělo prefabrikované, umělé kvality, které Toscanini, Furtwängler a jiní nikdy nedosáhli ... většina Karajanových nahrávek je přehnaně leštěná, jde o jakýsi zvukový protějšek k filmům a fotografiím Leni Riefenstahlové.[zdroj?]

Komentátor Jim Svejda a další nicméně argumentují, že Karajan před rokem 1970 nezní tak leštěně, jak má údajně znít v pozdějším období.
Dvě recenze z publikace Penguin Guide to Compact Discs to ilustrují:
- Pokud jde o nahrávku Wagnerova Tristana a Isoldy, kanonického romantického díla, autoři Penguina napsali: "Karajanovo smyslné představení Wagnerova mistrovského díla, mazlivě krásné a skvěle rafinovaně hrané Berlínskými filharmoniky".[34]
- O Karajanově nahrávce Haydnovy „Pařížské“ symfonie, titíž autoři napsali, že to je „Haydnův big-band s pomstou ... Je samozřejmé, že kvalita orchestrální hry je vynikající. Nicméně jsou tam těžkopádné (popisy), které jsou bližší k imperiálnímu Berlínu než k Paříži ... menuety jsou opravdu velmi pomalé ... Tyto výkony jsou příliš nezajímavé a přitom chtějí milostivě být z celého srdce doporučovány.“[35][36]

Stejný Penguin Guide přesto vysekl nejvyšší poklonu Karajanovým nahrávkám obou Haydnových oratorií, Stvoření světa (Die Schöpfung) i Roční období (Die Jahreszeiten). Americký muzikolog HC Robbins Landon, který se Haydnem zabýval a který psal poznámky pro Karajanovo nahrávání Haydnových 12 londýnských symfonií, uvádí, že Karajanovy nahrávky patří mezi nejlepší, které zná.[zdroj?]
Karajan dával z hudebních děl 20. století velkou přednost provádění a nahrávání kompozic vzniklých před rokem 1945 takových skladatelů jako je Mahler, Schönberg, Berg, Webern, Bartók, Sibelius, Richard Strauss, Puccini, Pizzeti, Honegger, Prokofjev, Debussy, Ravel, Hindemith, Hans Werner Henze, Nielsen a Stravinskij. V roce 1959 uvedl s Berlínskou filharmonií Henzovu Sonata per Archii (1958). Karajan také dvakrát nahrál Šostakovičovu Desátou symfonii (1953) a v roce 1973 premiéroval s WDR Sinfonieorchester Köln (Rozhlasový symfonický orchestru v Kolíně nad Rýnem) operu De temporum fine comoedia Carla Orffa. John Rockwell z deníku New York Times v roce 1989 napsal: „Měl zvláštní dar pro Wagnera a především pro Brucknera, jehož hudbu dirigoval se suverénním vedením a vznešeným citem.“
V rozhovoru s německou televizní společností ZDF Karajan v roce 1983 uvedl, že kdyby byl skladatelem místo dirigentem, tak by jeho hudba zněla podobně jako Šostakovičova, skladatele, se který identifikoval na několika úrovních,[zdroj?] a se kterým se potkal během turné s Berlínskou filharmonií, které vrcholilo v Moskvě v květnu 1969.[zdroj?]
Jeho koncerty po celém světě přitahovaly pozornost posluchačů, patřil mezi legendy klasické hudby. Nejvýraznějším znakem Karajanovy interpretace byla přirozenost. Svým osobitým a niterným přístupem k interpretaci skladeb zvyšoval jejich dojem na posluchače, což se projevovalo zvláště v pozdním věku. Přesně propracovával všechny detaily, které pak spojil do jednolitého celku interpretujícího skladatelovu hudbu i jeho myšlenky. Jako dirigent se snažil o dokonalý zvuk orchestru a na tom se do značné míry podílela jeho technika. Orchestr řídil téměř stále se zavřenýma očima, pohroužený do hudby. Přinutil hráče k absolutnímu soustředění ještě než zvedl taktovku. Dokázal hráče přimět, aby přesně interpretovali jeho pokyny. Měl smysl pro tempo a rytmus, držel se tradičních zvyklostí, neexperimentoval v oblasti temp.
Jeho styl a tzv. Karajanův zvuk měl příznivce i odpůrce mezi hudebními kritiky. Někdy mu bylo vytýkáno, že se svým pojetím skladby stavěl orchestru do cesty a nevystihl přesně skladatelův záměr. Karajan byl známým interpretem prakticky všech žánrů klasického repertoáru, od baroka až po dvacáté století. Nejbližší mu však byla hudba Antona Brucknera a Jeana Sibelia. Často dirigoval operní představení, především díla Richarda Wagnera, Giuseppe Verdiho, Richarda Strausse a Giacoma Pucciniho.

## Závěr života

Herbert von Karajan (1972)

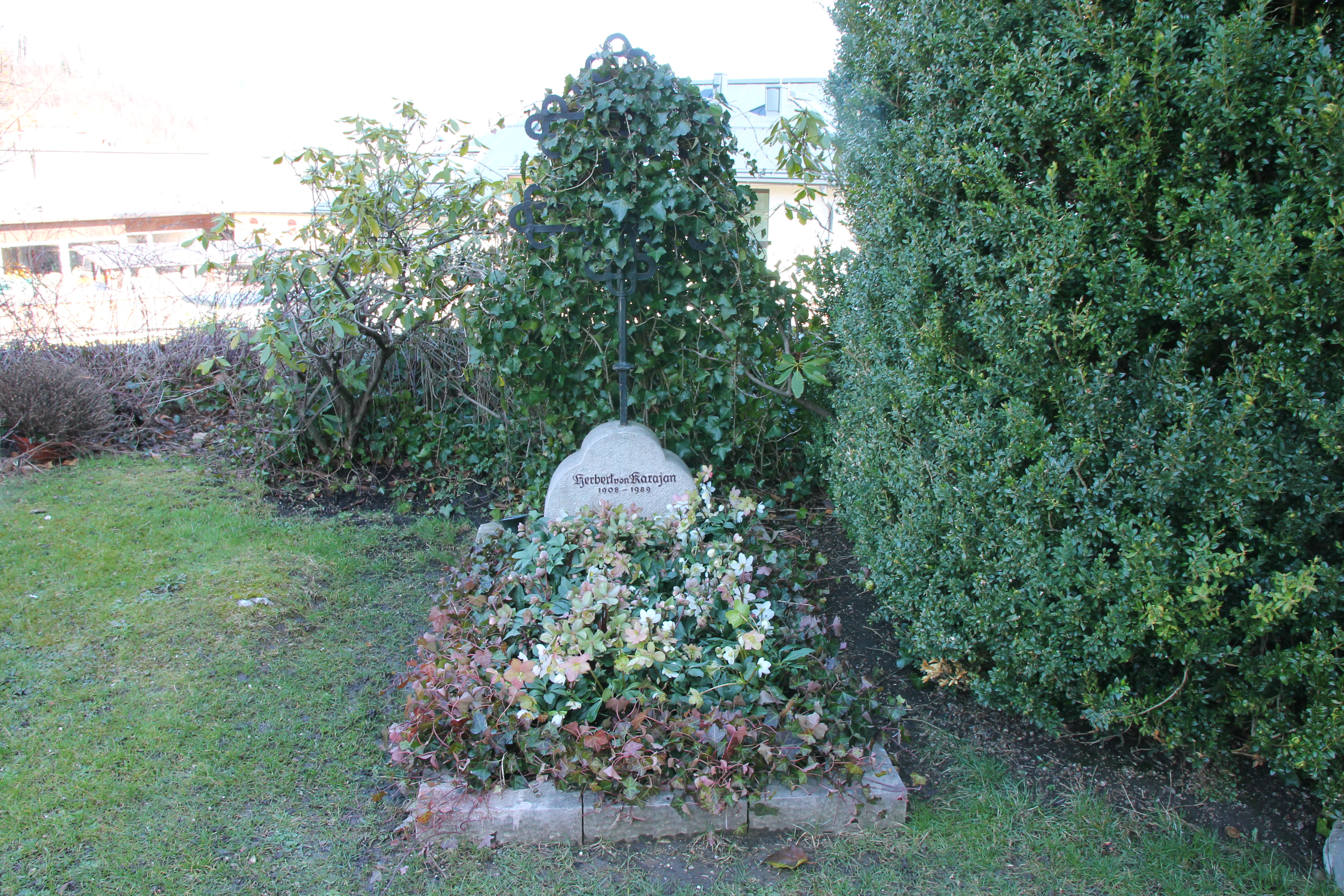
Karajanův hrob v Anifu

Karajan pokračoval v dirigování a nahrávání po celém světě a to zejména s Berlínskou filharmonií a Vídeňskými filharmoniky. V Praze vystoupil poprvé s Vídeňskými filharmoniky roku 1963 na pozvání festivalu Pražské jaro dva týdny po jeho oficiálním skončení. V regulérním festivalovém programu se představil o tři roky později s Berlínskými filharmoniky, kteří tehdy v Praze vystoupili poprvé od druhé světové války. Další koncerty se konaly v letech 1969 a 1976. V roce 1971 dirigoval Českou filharmonii v Salcburku.
V pozdějších letech Karajan trpěl srdečními problémy a problémy se zády, musel se podrobit operaci páteře. Stále více se dostával do konfliktu se svým orchestrem pro své tendence k všekontrolujícímu až diktátorskému stylu dirigování. Karajan oficiálně odešel do výslužby z vedení Berlínské filharmonie, ale přitom těsně před smrtí prováděl zkoušky Verdiho Maškarního plesu pro každoroční Salcburský hudební festival.
Zemřel na selhání srdce ve svém domě v Anifu dne 16. července 1989 ve věku 81 let a byl pohřben na tamním hřbitově.
Praktikující zenový buddhista Karajan silně věřil v reinkarnaci a řekl, že by chtěl být znovuzrozen jako orel, aby mohl stoupat nad své milované Alpy.

## Reprodukční umění
Karajan zaujímal přední místo v počtu vydaných desek s klasickou hudbou. Uvědomoval si marketingový význam reprodukčního umění v moderní době. Řadí se mezi nejvíce prodávané interprety klasické hudby. Během kariéry natočil asi 900 gramofonových desek, které vyšly v nákladu přes 200 miliónů kusů. Snažil se dosáhnout co nejvěrnějšího zvukového obrazu reprodukované hudby. Usiloval o co nejdokonalejší, čistý zvuk, ovšem některé nahrávky působí poněkud uměle, bez živosti a bezprostřednosti. Znalci nejvíce oceňují záznamy z předválečného období.
Zvukové záznamy pořizoval Karajan už od třicátých let 20. století. Po válce, kdy měl zakázány živé koncerty, mu nahrávání gramofonových desek pomohlo v jeho kariéře. Vznikla řada vynikajících nahrávek nejen orchestrálních děl, ale také komplety celých oper, např. Carmen, která v roce 1964 získala cenu Grammy.
Karajan se zajímal také o nové nahrávací technologie a zvukové nosiče. Nahrávka Alpské symfonie v provedení Berlínské filharmonie u společnosti Deutsche Grammophon z roku 1981 se stala prvním dílem, které kdy bylo vydáno na kompaktním disku. V posledních letech svého života vytvořil řadu digitálních záznamů, například devět symfonií Ludwiga van Beethovena (1984).
Počáteční nedůvěra k filmovému záznamu hudby se vytratila a Karajan začal zpracovávat operní představení do filmové podoby na videokazety. Za tím účelem založil v roce 1982 společnost Telemondial, což mu umožnilo uplatnit při realizaci snímku vlastní představy.

## Ocenění a vyznamenání

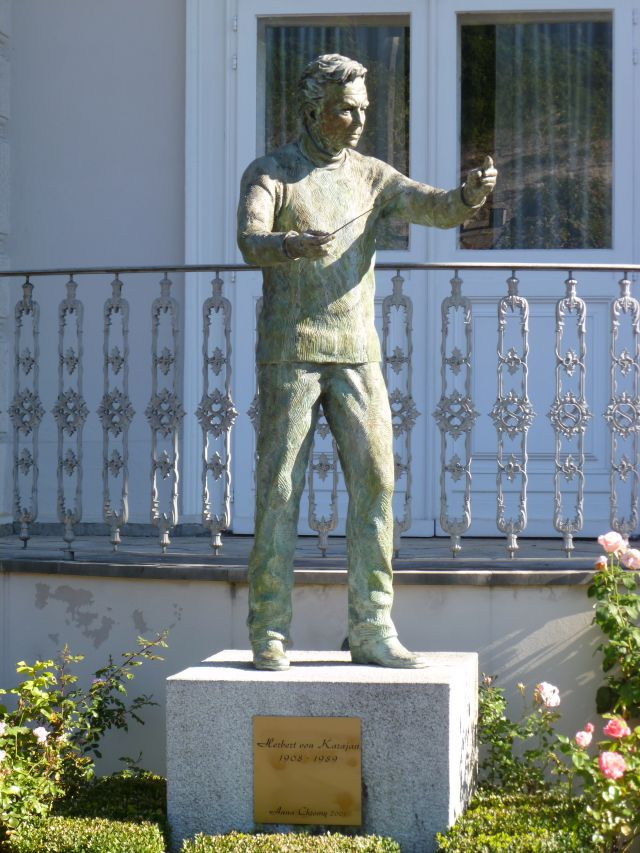
Socha v zahradě Karajanova rodného domu

Karajan byl příjemcem mnoha vyznamenání a ocenění. Dne 17. května 1960 se stal velkodůstojníkem Řádu zásluh o Italskou republiku a v roce 1961 získal rakouský čestný odznak Za vědu a umění [zdroj?]. Získal také velký záslužný kříž (Grosses Bundesverdienstkreuz) Řádu za zásluhy Spolkové republiky Německo.
V roce 1977 mu byla udělena hudební cena Ernsta Siemense. Dne 21. června 1978 obdržel čestný titul Doctor of Music na Oxfordské univerzitě. Byl poctěn "Medaille de Vermeil" na Académie française v Paříži, zlatou medaili Královské filharmonické společnosti v Londýně, olympijskou cenou Onassisovy nadace v Aténách a Mezinárodní hudební cenou od UNESCO. Získal dvě Gramophone Award za nahrávky Mahlerovy Deváté symfonie a kompletní nahrávku Parsifala v roce 1981. V roce 1984 přijal čestný prsten od německé nadace Eduard-Rhein-Stiftung. V roce 2002 byla na jeho počest založena Hudební cena Herberta von Karajana. V roce 2003 se stala prvním držitelkou tohoto ocenění stala německá houslistka Anne-Sophie Mutter, která debutovala s Karajanem v roce 1977. Byl zvolen do Gramofonové Síně slávy v roce 2012. Od UNESCO získal Picassovu medaili.
Od roku 1997 se na jeho počest v Baden-Badenském festivalovém divadle koná "Herbert von Karajanův svatodušní festival".
Karajan je čestným občanem Salcburku (1968), Berlína (1973) a Vídně (1978).